# Cnephasia etnana
Cnephasia etnana is een vlinder uit de familie bladrollers (Tortricidae). De wetenschappelijke naam is voor het eerst geldig gepubliceerd in 1999 door Razowski & Trematerral.
De soort komt voor in Europa.